# Euplexia leonhardi
Euplexia leonhardi là một loài bướm đêm trong họ Noctuidae.